# Brabham BT22
La Brabham BT22 è una monoposto di Formula 1 costruita dalla scuderia britannica Brabham e impegnata in Formula 1 durante l'anno 1966 in quattro gran premi.